# 임계 현상
통계역학에서 임계 현상(臨界現象, critical phenomenon)은 어떤 물리적인 계가 상전이하는 경계에서 큰 요동을 보이는 현상을 말한다. 요동이 매우 크다는 것은 다른 의미로 해당하는 계가 아주 작은 외부 작용에 대해서도 큰 반응을 보인다는 것이다. 이러한 임계현상을 나타내는 척도로서는 반응함수의 특성이 될 수도 있고, 또는 질서 변수(order parameter)의 발산하는 정도가 될 수 있다.
예를 들어 액체-기체의 상전이(물이 수증기가 되거나 그 반대의 경우)때에는 물(수증기)의 밀도가 매우 불안정하여 요동이 커진다. 즉, 냄비에 있는 물이 끓고 있는 경우를 생각할 때에, 물의 밀도가 부분별로 아주 크게 차이가 나게 된다. 이러한 임계현상은 강자성체, 초유체 등에서도 찾아볼 수 있다. 뿐만 아니라 복잡계 과학에서는 생명체나 사회적인 계(주식시장)에서도 임계현상에대한 연구를 하고 있다.

## 참고 문헌
- Zinn-Justin, Jean (8346). “Critical phenomena: field theoretical approach”. 《Scholarpedia》 5 (5). doi:10.4249/scholarpedia.8346.
- 김두철 (1983년 12월 25일). 《상전이와 임계현상》. 민음사. ISBN 89-374-3503-9.

## 같이 보기
- 통계물리학
- 상전이
- 복잡계